# 藤波辰爾の歴史探訪
『藤波辰爾の歴史探訪』（ふじなみたつみのれきしたんぼう）は、静岡県のケーブルテレビ「トコチャン」（株式会社TOKAIケーブルネットワーク）で2016年4月から放送していた『歴史探訪〜天守を想う地元旅〜』をリニューアルした番組で、2019年4月3日から2024年3月1日まで放送されていた歴史旅番組である。毎週水曜10:00、22:00に放送。そのほかの曜日でもリピート放送している。全58回。

## 概要
大の城好きである現役プロレスラー藤波辰爾が全国の名城を訪れ、その地にゆかりのある人物や出来事を紹介しながら歴史を紐解いていく歴史探訪番組。城の案内役が城の成り立ちや構造、築城の意図や戦術などを解説。城周辺に広がる城下町では、古くから続く伝統や特産品を体験したり、味わったりしながら当時に思いを馳せる。また各地の特色や歴史背景などを肌で感じ、城だけでなく一つの町の物語を描いている。 
番組のアシスタント役には主に静岡県で活躍するタレントの石川聖子を起用。藤波と石川の掛け合いが絶妙で、旅行感覚で歴史を学べる番組を上手く作り上げている。そのほか城下町に住む人との係わりから、その地の伝統、文化、人柄などが見えてくる。
2016年4月から放送していた『歴史探訪〜天守を想う地元旅〜』は、静岡県内及び静岡県周辺の城にスポットを当てていたが、リニューアル後は全国の名城へロケ先を拡大。誰もが知っている城の知られざる歴史も紹介している。
また、番組とタイアップした歴史講座も静岡市内で行っている。
#20の姫路城で現存天守をコンプリート。#21ではコンプリートご褒美企画。#22からは復元天守シリーズが始まった。

## 放送回・ロケ地
| ＃ | ロケ地                            |
| -- | --------------------------------- |
| 1  | 松本城 天守 (長野県)              |
| 2  | 松本城 城下町 (長野県)            |
| 3  | 彦根城 天守 (滋賀県)              |
| 4  | 彦根城 城下町 (滋賀県)            |
| 5  | 犬山城 天守 (愛知県)              |
| 6  | 犬山城 城下町 (愛知県)            |
| 7  | 松江城 天守 (島根県)              |
| 8  | 松江城 城下町 (島根県)            |
| 9  | 松山城 天守 (愛媛県)              |
| 10 | 松山城 城下町 (愛媛県)            |
| 11 | 丸岡城 天守 (福井県)              |
| 12 | 一乗谷朝倉氏遺跡～福井城 (福井県) |
| 13 | 高知城 (高知県)                   |
| 14 | 丸亀城 (香川県)                   |
| 15 | 松本城・犬山城・松江城 総集編     |
| 16 | 弘前城（青森県）                  |
| 17 | 宇和島城（愛媛県）                |
| 18 | 備中松山城 (岡山県)               |
| 19 | 姫路城 前編 (兵庫県)              |
| 20 | 姫路城 後編 (兵庫県)              |
| 21 | 仙台ご褒美企画編 (宮城県)         |
| 22 | 掛川城 (静岡県)                   |
| 23 | 姫路城特別編 (兵庫県)             |
| 24 | 大洲城編 (愛媛県)                 |
| 25 | 白河小峰城三重櫓編 (福島県)       |
| 26 | 新発田城編 (新潟県)               |
| 27 | 白石城編 (宮城県)                 |
| 28 | 鶴ヶ城編 (福島県)                 |
| 29 | 木造復元5城 総集編                |
| 30 | 驚きの光景 総集編                 |
| 31 | 国宝4城 総集編                    |
| 32 | 松前城編 (北海道)                 |
| 33 | 岐阜大垣城編 (岐阜県)             |
| 34 | 心に残る現存・復元天守 総集編     |
| 35 | 和歌山城編 (和歌山県)             |
| 36 | 広島城編 (広島県)                 |
| 37 | 総集編～特徴的な石垣たち～        |
| 38 | 福知山城編 (京都府)               |
| 39 | 熊本城 前編 (熊本県)              |
| 40 | 熊本城 後編 (熊本県)              |
| 41 | 名古屋城 前編（愛知県）           |
| 42 | 名古屋城 完結編（愛知県）         |
| 43 | 明石城編（兵庫県）                |
| 44 | 郡上八幡城編（岐阜県）            |
| 45 | 伊賀上野城編（三重県）            |
| 46 | 福山城編（広島県）                |
| 47 | 特別編 家康特集（静岡県）         |
| 48 | 大阪城編（大阪府）                |
| 49 | 岡山城編（岡山県）                |
| 50 | 岡崎城編（愛知県）                |
| 51 | 岐阜城編（岐阜県）                |
| 52 | 小倉城編（福岡県）                |

## 放送局・放送チャンネル

### 放送局
- TOKAIケーブルネットワーク
- トコちゃんねる静岡
- ケーブル・ウィンディ浜松ケーブルテレビ
- 御前崎ケーブルテレビ
- 伊豆急ケーブルネットワーク
- いちはらコミュニティー・ネットワーク・テレビ
- 東京ベイネットワーク
- 厚木伊勢原ケーブルネットワーク
- エルシーブイ
- 倉敷ケーブルテレビ
- テレビ津山
- 横浜ケーブルビジョン
- ケーブルテレビ可児
- アイ・シー・シー
- 西尾張シーエーティーヴィ
- ミクスネットワーク
- イッツ・コミュニケーションズ

### 放送チャンネル
- ケーブル4K

## ナレーション
- 中野泉 ‐ 数々の番組ナレーションを担当。またイベント時のナレーションなど幅広く活躍している。

## 主なスタッフ
- エグゼクティブプロデューサー / 近藤雄二
- 企画 / 望月隆宏
- プロデューサー / 澤井宏幸・征矢秀樹
- ディレクター/石田雅基
- イラスト / 三木舞子
- 編成 / 益子友徳
- 番組宣伝 / 三舩麻友子・鈴木帆海・鈴木萌香